# Sounds of Crime
Albums de Mr. Criminal
Organized Crime
(2004) Stay on the Streets
(2006)
Sounds of Crime est le troisième album studio de Mr. Criminal, sorti le 27 septembre 2005.

## Liste des titres
| No  | Titre                                              | Contient un (des) sample(s) de | Durée |
| --- | -------------------------------------------------- | ------------------------------ | ----- |
| 1.  | Statement                                          |                                | 2:48  |
| 2.  | Sounds of Crime                                    |                                | 4:23  |
| 3.  | Wannabee's                                         |                                | 4:48  |
| 4.  | Sound of Summertime (featuring Fingazz)            |                                | 3:56  |
| 5.  | Look at Me Now                                     | Juicy de The Notorious B.I.G.  | 3:19  |
| 6.  | Look at Me Now                                     |                                | 3:19  |
| 7.  | Something Wicked Is Coming                         |                                | 4:37  |
| 8.  | Better Way (featuring Stomper)                     |                                | 4:05  |
| 9.  | Party Tonight (featuring Dominator et Mr.Capone-E) |                                | 3:36  |
| 10. | How We Ride                                        |                                | 4:29  |
| 11. | Where's My Raza At ?                               |                                | 3:55  |
| 12. | Smashed (featuring Kokane)                         |                                | 4:05  |
| 13. | My Letter to My Momma                              |                                | 4:14  |
| 14. | Missing You                                        |                                | 3:58  |
| 15. | Special Lady (featuring Fingazz)                   |                                | 3:46  |
| 16. | Dedicated 2 You (featuring Fingazz)                |                                | 3:37  |
| 17. | L.A County's Most Wanted                           |                                | 4:00  |